# Off Track
Off Track is een Nederlandse televisiefilm uit 2017, die is gemaakt in het kader van de serie Telefilm.

## Verhaal
Luuk is met twee vrienden op vakantie in Ecuador en ze willen zich buiten de gebaande paden begeven. Zodoende komen ze terecht op een plek die een illegaal bordeel blijkt te zijn. Luuk besluit een van de meisjes uit te kopen en haar familie nodigt hem en zijn vrienden uit voor een groot feest. Dan blijkt dat het meisje en haar familie ervan uitgaan dat Luuk haar mee zal nemen naar Nederland.

## Rolverdeling
- Matthijs van de Sande Bakhuyzen als Luuk
- Reinout Scholten van Aschat als Daniël
- Ludwig Bindervoet als Gregor
- Vanessa Recalde als Soledad
- Lynn Van Royen als Sacha